# ستاره خوش‌شانسی
ستاره خوش‌شانسی (ژاپنی: らき☆すた، هیپبورن: Raki Suta) یک سریال داستان مصور مانگا در سبک یونکوما به طراحی و نویسندگی کاگامی یوشیمیزو است. این مانگا از دسامبر ۲۰۰۳ در مجله کادوکاوا شوتن منتشر شد. ستاره خوش‌شانسی بر روی زندگی روزمره چهار دختر تمرکز دارد.

## داستان
مانگا زندگی چهار دختر را به تصویر می‌کشد که در یک دبیرستان ژاپنی تحصیل می‌کنند. این مکان بر اساس شهر کوکی در استان سایتاما طراحی شده است. زندگی این چهار دختر به آشپزی کردن، بازی کردن، انیمه تماشا کردن، با هم تکالیف را انجام دادن و… می‌گذرد.